# Норбо-сецен-хан
Норбо-сецен-хан (д/н — 1687) — 3-й сецен-хан монголів у Халхці в 1683—1687 роках.

## Життєпис
Старший син сецен-хана Баба-хана. У 1681 році Норбо було відправлено до двору цінського імператора Кансі. У 1683 році після смерті батька успадкував його володіння. За часів Норбо-хана вплив Китаю в Східній Халхці суттєво посилився. Водночас він надавав допомогу тушету-хану Чахундорджу в війнах проти московських залог у байкальському регіоні. 
У 1686 році брав участь у з'їзді халхських ханів, що відбувся за ініціативи Кансі. Зібрання сталося в місцевості Хурен-балчир, де Норбо-хан сприяв посередництву імператора між дзасакту-ханом Шара-ханом і Чахундорджем. Невдовзі після цього, на початку 1687 року, Норбо-хан помер з невідомих причин. Завдяки китайському уряду новим сецен-ханом став його старший син Ілден-Рабдан-хан, але вже 1688 року раптово помер, залишивши владу малолітньому сину Сономдоржду.